# از قیامت به قیامت
«از قیامت به قیامت» (هندی: Qayamat Se Qayamat Tak) فیلمی هندی در سبک رمانتیک است که در سال ۱۹۸۸ منتشر شد. از بازیگران آن می‌توان به عامر خان، جوهی چاولا و آلوک نات اشاره کرد.